# RFL Championship 1928-29
La Northern Rugby Football League de 1928-29 fue la 34.º edición del torneo de rugby league más importante de Inglaterra.

## Formato
Las divisiones 1 y 2 fueron combinadas, enfrentándose a nivel de los condados de Lancashire y Yorkshire y posteriormente confeccionado una tabla global, esto provocó que los equipos enfrentaran una cantidad desigual de encuentros.
Posteriormente los cuatro mejores clasificados según el porcentaje de victorias clasificaron a las semifinales.
Se otorgaron 2 puntos por cada victoria, 1 por el empate y 0 por la derrota.

## Desarrollo

### Tabla de posiciones
| Pos. | Equipo               | Encuentros | Encuentros | Encuentros | Encuentros | Tantos | Tantos | Puntos | Porcentaje de triunfos |
| Pos. | Equipo               | PJ         | PG         | PE         | PP         | F      | C      | Puntos | Porcentaje de triunfos |
| ---- | -------------------- | ---------- | ---------- | ---------- | ---------- | ------ | ------ | ------ | ---------------------- |
| 1    | Huddersfield         | 38         | 26         | 4          | 8          | 476    | 291    | 56     | 73.68                  |
| 2    | Hull Kingston Rovers | 40         | 27         | 3          | 10         | 436    | 239    | 57     | 71.25                  |
| 3    | Leeds                | 38         | 26         | 2          | 10         | 695    | 270    | 54     | 71.05                  |
| 4    | Salford              | 34         | 23         | 2          | 9          | 395    | 222    | 48     | 70.58                  |
| 5    | Wigan                | 38         | 26         | 1          | 11         | 636    | 308    | 53     | 69.73                  |
| 6    | Swinton              | 36         | 23         | 2          | 11         | 429    | 249    | 48     | 66.66                  |
| 7    | Warrington           | 36         | 22         | 2          | 12         | 568    | 295    | 46     | 63.88                  |
| 8    | St Helens Recs       | 38         | 22         | 1          | 15         | 545    | 374    | 45     | 59.21                  |
| 9    | Oldham               | 36         | 18         | 4          | 14         | 439    | 343    | 40     | 55.55                  |
| 10   | St. Helens           | 38         | 19         | 4          | 15         | 460    | 381    | 42     | 55.26                  |
| 11   | Hunslet FC           | 38         | 19         | 4          | 15         | 539    | 356    | 42     | 55.26                  |
| 12   | Hull                 | 40         | 20         | 4          | 16         | 458    | 395    | 44     | 55.00                  |
| 13   | Leigh                | 34         | 17         | 3          | 14         | 285    | 279    | 37     | 54.41                  |
| 14   | Wigan Highfield      | 32         | 16         | 1          | 15         | 262    | 333    | 33     | 51.56                  |
| 15   | Dewsbury Rams        | 36         | 17         | 2          | 17         | 380    | 387    | 36     | 50.00                  |
| 16   | Wakefield Trinity    | 40         | 17         | 4          | 19         | 400    | 461    | 38     | 47.50                  |
| 17   | Halifax              | 40         | 18         | 3          | 19         | 379    | 399    | 39     | 48.75                  |
| 18   | Barrow Raiders       | 32         | 13         | 2          | 17         | 396    | 387    | 28     | 43.75                  |
| 19   | Batley Bulldogs      | 38         | 14         | 2          | 22         | 278    | 442    | 30     | 39.47                  |
| 20   | Broughton Rangers    | 30         | 11         | 1          | 18         | 235    | 401    | 23     | 38.33                  |
| 21   | Castleford           | 34         | 11         | 4          | 19         | 268    | 369    | 26     | 38.23                  |
| 22   | York FC              | 34         | 12         | 0          | 22         | 259    | 409    | 24     | 35.29                  |
| 23   | Bramley RLFC         | 34         | 11         | 2          | 21         | 241    | 437    | 24     | 35.29                  |
| 24   | Widnes               | 34         | 11         | 2          | 21         | 222    | 439    | 24     | 35.29                  |
| 25   | Featherstone Rovers  | 38         | 10         | 4          | 24         | 277    | 451    | 24     | 31.57                  |
| 26   | Rochdale Hornets     | 34         | 10         | 0          | 24         | 235    | 434    | 20     | 29.41                  |
| 27   | Keighley Cougars     | 34         | 8          | 2          | 24         | 209    | 422    | 18     | 26.47                  |
| 28   | Bradford Northern    | 38         | 5          | 3          | 30         | 242    | 871    | 13     | 17.10                  |

|  | Semifinalistas. |

### Semifinales
| 1929 | Huddersfield | 13 - 5 | Salford |  |  |

| 1928 | Hull Kingston Rovers | 4 - 7 | Leeds |  |  |

### Final
| 1929 | Huddersfield | 2 - 0 | Hull Kingston Rovers |  |  |

| Bandera de Inglaterra       |
| Campeón Huddersfield Giants |
| Cuarto título               |